# Heksafluorociklobuten
Heksafluorociklobuten je organofluorova spojina s formulo (CF2)2(CF)2. Brezbarven plin je predhodnik različnih spojin, vključno s kvadratno kislino. Heksafluorociklobuten se sintetizira v dveh korakih iz klorotrifluoroetilena. S toplotno dimerizacijo dobimo 1,2-dikloro-1,2,3,3,4,4-heksafluorociklobutan. Dekloriranje slednjega daje heksafluorociklobuten:
C4F6Cl2 + Zn -> C4F6 + ZnCl2

## Varnost
Heksafluorociklobuten, ki spominja na perfluoroizobuten, je precej toksičen z LD 6000 mg/min/m-3 (miši).